# Lepisorus cespitosus
Lepisorus cespitosus är en stensöteväxtart som beskrevs av Y. X. Lin. Lepisorus cespitosus ingår i släktet Lepisorus och familjen Polypodiaceae. Inga underarter finns listade.